# 朱爾·讓森獎
朱爾·讓森獎（Prix Jules Janssen）是法國天文學會的最高獎項。

## 歷史
朱爾·讓森獎每年頒發給法國或其他國籍的專業天文學家，以表彰其在天文學領域的工作或為天文學所做的貢獻。朱爾·讓森獎的首位獲獎者是1897年法國天文學會的創始人卡米耶·弗拉馬里翁。此後，除兩次世界大戰外，該獎項一直持續頒發。非法國得獎者來自美國、英國、加拿大、瑞士、荷蘭、德國、比利時、瑞典、義大利、西班牙、匈牙利、印度、前捷克斯洛伐克和前蘇聯等多個國家。
朱爾·讓森獎由法國天文學家皮埃爾·讓森在1895年至1897年擔任法國天文學會主席期間創立的。1896年12月2日，皮埃爾·讓森在法國天文學會的會議上宣佈設立這個新獎項。
朱爾·讓森獎由巴黎雕刻家阿爾菲·杜波依斯（Alphée Dubois，1831-1905年）於1896年設計，由巴黎鑄幣廠鑄造的。

## 外部連結
- Official list of all recipients of the prix Jules–Janssen given by the French Astronomical Society （页面存档备份，存于）